# Demakijaż (film)
Demakijaż – polski film fabularny z 2009 roku z gatunku dramatów obyczajowych. Film składa się z trzech półgodzinnych nowel filmowych wyreżyserowanych przez trzy różne kobiety – reżyserki i scenarzystki. Wszystkie nowele powstały w ramach programu „30 minut” koordynowanego przez Stowarzyszenie Filmowców Polskich – Studio „Młodzi i Film” im. Andrzeja Munka. Zdjęcia kręcono w Warszawie.

## Tytuły nowel
- „Non stop kolor” w reżyserii Marii Sadowskiej,
- „Droga wewnętrzna” w reżyserii Doroty Lamparskiej
- „Pokój szybkich randek” w reżyserii Anny Maliszewskiej.

## Obsada
- Anita Jancia („Muza”),
- Joanna Szczepkowska (matka „Muzy”),
- Jan Wieczorkowski („Majkel”),
- Dorota Deląg (Monia, przyjaciółka „Muzy”),
- Karina Kunkiewicz („Lukrecja”, przyjaciółka „Muzy”),
- Anna Piróg (Olga, przyjaciółka „Muzy”),
- Eryk Lubos (Mar]cel „Łysy”),
- Paweł Domagała („Młody”),
- Tomasz Borkowski (Cyryl),
- Mikołaj Komar (londyńczyk),
- Robert Serek (londyńczyk),
- Bartosz Szetela (basista),
- Wojciech Wojewódzki (manager knajpy),
- Maciej Jadowski (listonosz),
- Arkadiusz Nawrocki (pianista),
- Mariusz Mocarski (perkusista),
- Lukrecja Nagabczyńska (Ania, żona Cyryla),
- Pola Konarzewska (Ania Jr),
- Nela Konarzewska (bobas),
- Magda Rzeszot (dziewczyna),
- Elwira Eleryk (dziewczyna),
- Mateusz Adamczyk (kokainista),
- Sebastian Zawalich (kokainista),
- Krystyna Rutkowska-Ulewicz (taksówkarka),
- Bogdan Krzywicki (konferansjer)
- Adam Woronowicz (Rafał),
- Krzysztof Stroiński (sąsiad – ślusarz),
- Borys Szyc (Piotr Wierchowieński, współpracownik Rafała),
- Magdalena Cielecka (Anita, dziewczyna Rafała),
- Grażyna Barszczewska (sąsiadka),
- Jadwiga Jankowska-Cieślak (dozorczyni),
- Edward Sosna (sąsiad),
- Robert Wabich (pielęgniarz Michał),
- Krzysztof Skarbiński (sąsiad),
- Kajetan Lewandowski (chłopak)
- Magdalena Czerwińska (Natalia Wrzesińska),
- Łukasz Simlat (Artur Wrzesiński, mąż Natalii),
- Ewa Lorska,
- Marian Dziędziel (naczelnik więzienia),
- Bogusława Pawelec (dyrektorka szkoły),
- Mariusz Wojciechowski (ginekolog),
- Anna Deka (matka),
- Elżbieta Jarosik (matka Natalii),
- Cezary Poks (pośrednik z biura nieruchomości